# Kortvingad gök
Kortvingad gök (Cuculus micropterus) är en vida spridd asiatisk fågel i familjen gökar inom ordningen gökfåglar.

## Kännetecken

### Utseende
Kortvingad gök är en medelstor (33 cm), grå gök med tydlig brun ton på ovansidan och bruna ögon. Den är gråare på huvud och strupe, undertill vit med bred svart bandning. Den långa stjärten har ett brett subterminalt band och tydlig vit bandning på yttre och centrala stjärtpennor. Honan är brunare på strupe och övre delen av bröstet medan ungfågeln är brunbandad.

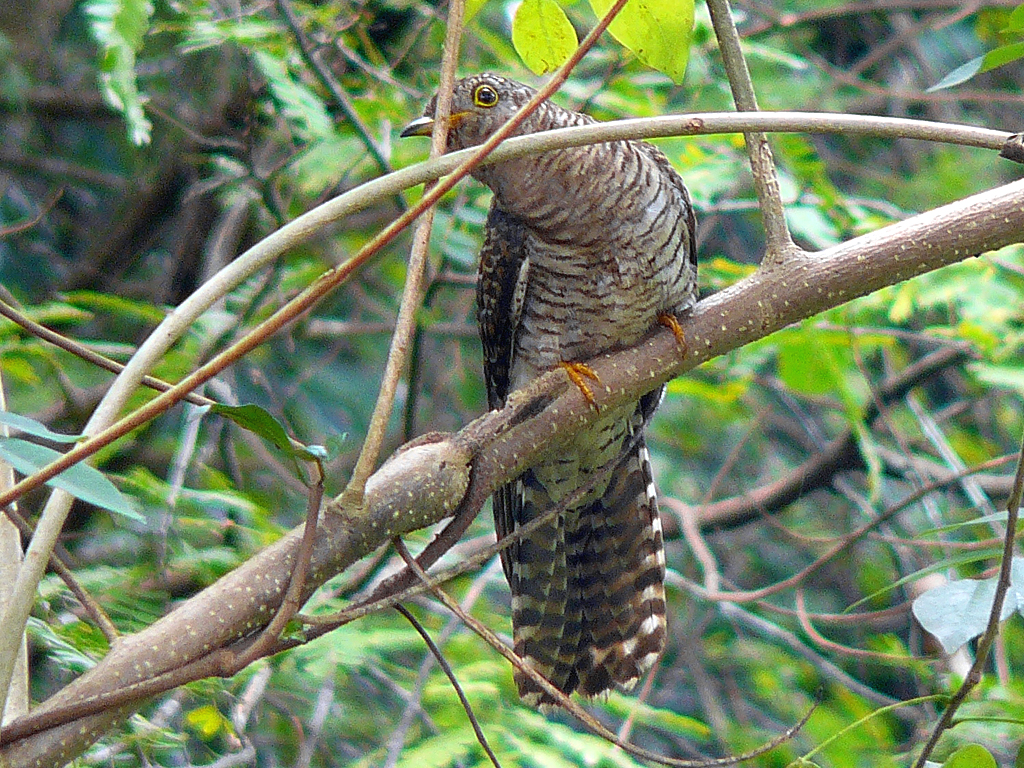
Juvenil i Kerala, Indien.

### Läte
Bästa kännetecknet är det mycket typiska lätet, men mjuk vissling som brukar återges "bo ko tako" eller "I'm a cuckoo" (="jag är en gök"). Sommartid är den mycket ljudlig och hörs även nattetid.

## Utbredning och systematik
Kortvingad gök delas in i två underarter med följande utbredning:
- Cuculus micropterus micropterus – Kashmir och förberg i Himalaya söderut genom Indien till Sri Lanka och österut genom Nepal, Bangladesh, Myanmar och norra Indokina till östra och nordöstra Kina (även Hainan), Korea och sydostligaste Ryssland; vintertid flyttar den söderut till Andamanerna och Nikobarerna, Malackahalvön, Sumatra, Java, Borneo och Filippinerna
- Cuculus micropterus concretus – Vietnam till södra Thailand, Malackahalvön, Sumatra, Java och Borneo

Gult: Häckningsområde
Grönt: Året runt

Tillfälligt har kortvingegöken påträffats i Japan och Pakistan.

## Levnadssätt
Kortvingad gök förekommer i både lövfällande och städsegrön skog samt i mer buskartad miljö i torrare områden upp till 2800 meters höjd. Den lever av insekter, främst stora fjärilslarver, men även fjärilar, gräshoppor och myror samt också frukt. Mestadels födosöker den högt i trädtaket, men ibland på marken. Fågeln hörs ropa mellan maj och juli i Indien, januari-maj i Sri Lanka och januari-augusti i Malaysia. Liksom många andra gökar är den en boparasit som lägger ägg i andra fåglars bon, i Indien mest kråkfåglar och drongor, men även orientgylling, brun törnskata, svartgul brednäbb och streckad spindeljägare har noterats.

## Status och hot
Arten har ett stort utbredningsområde och en stor population med stabil utveckling och tros inte vara utsatt för något substantiellt hot. Utifrån dessa kriterier kategoriserar internationella naturvårdsunionen IUCN arten som livskraftig (LC). Världspopulationen har inte uppskattats men den beskrivs som ganska vanlig och vida spridd.